# Bunker Warendorpstraße
Der Bunker Warendorpstraße ist ein ehemaliges Luftschutzgebäude im Stadtteil Lübeck-St. Lorenz Nord.

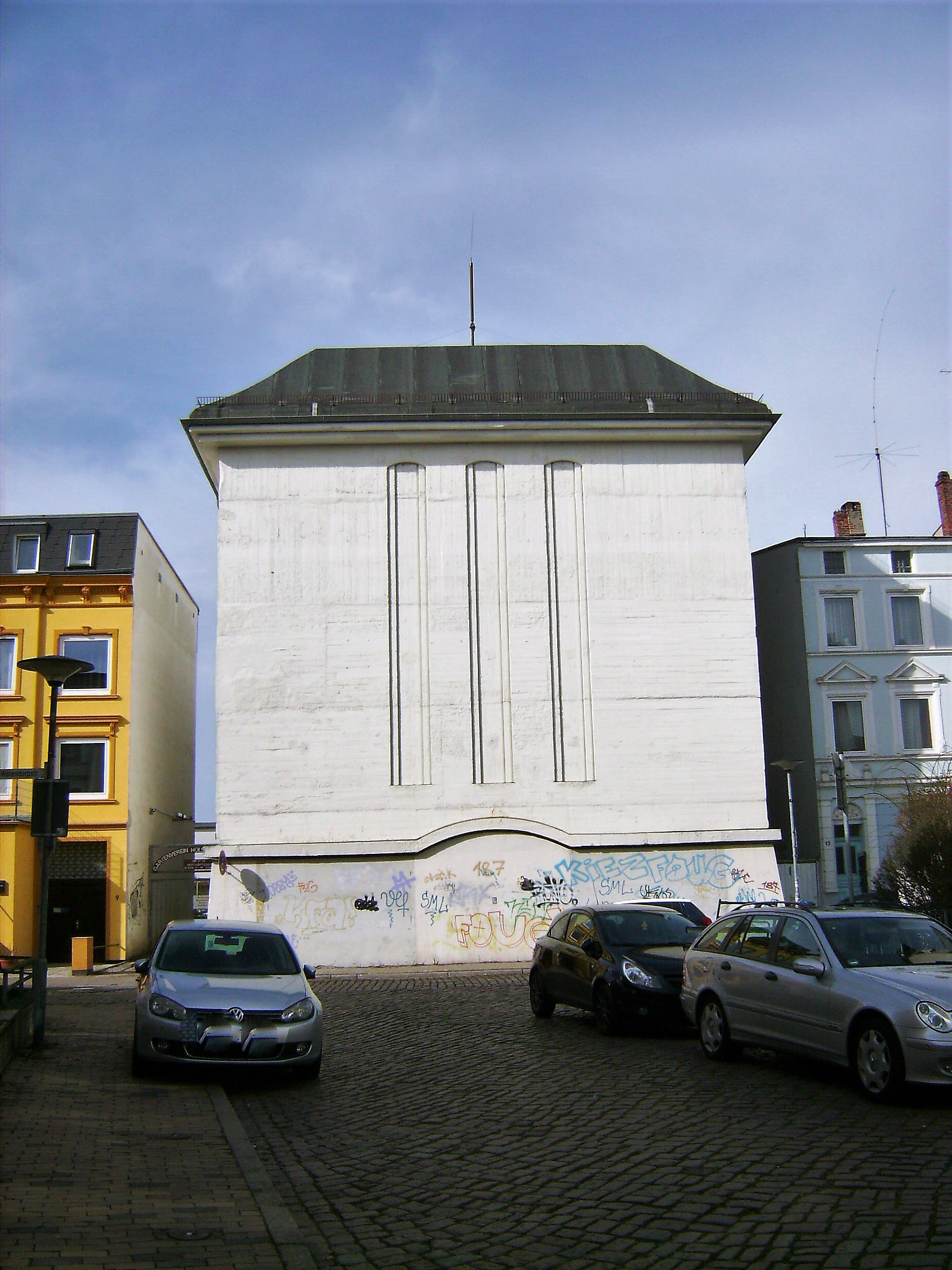
Ansicht von Westen

## Gebäude
Er ist einer von insgesamt zwanzig im Zweiten Weltkrieg fertig gestellten Hochbunkern und wurde als rechteckiger fünfgeschossiger Bau mit abgewinkeltem Dach freistehend zwischen Wohngebäuden errichtet, wo eigentlich ein Spielplatz vorgesehen war. Der Baukörper wurde bis an die Straßenflucht gerückt, das heißt der übliche Vorgarten überbaut, um vor den Eingangsschleusen einen breiten freien Durchgang hinter der Splitterschutzwand im Erdgeschoss zu erhalten. Der Bunker hat zwei vordere und einen rückwärtigen ebenerdigen Eingang.

## Architektur
Der Baukörper ist neoklassizistischer Gestalt und unterscheidet sich mit der freien und betonsichtigen Form von denen, wo man sich mit Rückgriffen auf örtliche Bauwerke besonnen hatte.

## Geschichte
Der Luftschutzbunker entstand 1941 und hatte eine Nutzfläche von 1078 m². Nach Kriegsende war die Entmilitarisierung durch Sprengung gefordert, die nicht ausgeführt wurde. Der Bunker Warendorpstraße wurde ab 1962 mit 1000 Schutzplätzen wieder hergerichtet und diente ab 1977 erneut als Luftschutzgebäude zum dreiwöchigen Aufenthalt für den Fall einer Katastrophe, autark und mit eigenem Brunnen. 2008 wurde die Bunkerwartung eingestellt. Gemäß Erlass des Bundesministeriums erfolgte eine erneute Entfestigung zur Entlassung der Bunker aus dem Zivilschutzprogramm.
2017 wurde der Bunker für eine neue Nutzung zum Verkauf angeboten. Der Bunker wurde unter Denkmalschutz gestellt.